# 太秦発声映画
太秦発声映画株式会社（うずまさはっせいえいが、1933年 設立 - 1936年 製作中止）は、かつて京都に存在した映画会社である。先進的なトーキーシステムを輸入したJ.O.スタヂオの敷地内に設立し、日活との提携で先駆的にトーキー映画を製作、日本映画の新しい時代を切り開いた。

## 略歴・概要
1933年（昭和8年）3月、大沢商会（J.Osawa Co., Ltd.）が京都・太秦蚕の社に貸しスタジオ「J.O.スタヂオ」を建設・開所、同社社長・大澤徳太郎の長男・大澤善夫が輸入したトーキーシステムを導入した先進的なものであった。日活京都撮影所長を辞任した池永浩久をJ.O.スタヂオの顧問に迎え、池永が同所内に設立したのが、この「太秦発声映画」である。
設立第1作は、池永総指揮、池田富保監督、早川雪洲主演の『楠正成』で、同作は同年6月1日に公開された。マキノ正博がマキノトーキー製作所を設立しトーキーを量産し始める1935年（昭和10年）からは、多く日活と提携製作をした。どの監督もトーキー演出になかなか慣れず、斬新な演出で知られた古海卓二も志波西果もトーキーに敗れ去り、古海は古市の極東映画、志波は奈良の全勝キネマへと都落ちし、サイレント映画に退行してしまう。
1936年（昭和11年）には、トーキー脚本に力を見せた脚本家グループ「梶原金八」（鳴滝組）のメンバーである山中貞雄を起用、山中が『河内山宗俊』を日活との提携で撮り、また、その弟子の助監督・萩原遼が、山中の原作を得て自ら脚色し、高勢実乗を主演にした『お茶づけ侍』で監督としてデビューした。
やがて、J.O（大沢商会）が東宝映画配給と配給提携を進めるにいたって、太秦発声は、同年一杯をもって製作を中止した。最後の作品は辻吉朗監督、大城龍太郎・深水藤子主演の『お嬢さん浪人』で、同作は翌1937年（昭和12年）1月28日、日活の配給で公開された。同年、J.O.スタヂオは4社合併で東宝映画を設立、スタジオごと「東宝映画京都撮影所」となっていく（1941年閉鎖）。

## フィルモグラフィ

### 1933年
- 楠正成　監督池田富保
- 決戦高田の馬場　監督池田富保　※J.O提携
- 彼女のイット　監督俵弦太郎

### 1934年
- 爆笑王キング万歳　監督水島正雄
- 荒木又右衛門 天下の伊賀越　監督勝見庸太郎
- 日本人なればこそ　監督三枝源次郎
- 旅烏お妻やくざ　監督古海卓二

### 1935年
- 小猿時雨 深川情話　監督小石栄一
- 理想郷の禿頭　監督古海卓二
- 紺屋高尾　監督志波西果
- なみだの母　監督永富映次郎
- 髑髏飛脚　監督志波西果
- 海国大日本　監督阿部豊　※日活・共同映画・J.O提携
- 地雷火組　監督志波西果　※日活提携
- 清水次郎長　監督池田富保
- さむらひ鴉　監督池田富保　※日活提携
- あばれ行燈　監督渡辺邦男
- 追分三五郎　監督辻吉朗　※日活提携
- 敵討三都錦絵　監督児井英男・池田富保　※日活提携

### 1936年
- 新佐渡情話　監督清瀬英次郎　※日活提携
- 石童丸　監督辻吉朗
- 赤道越えて　監督円谷英二
- 大久保彦左衛門 第一篇　監督清瀬英次郎　※日活提携
- 新曲五郎正宗　監督池田富保　※日活提携
- 大久保彦左衛門 第二篇　監督児井英男　※日活提携
- 河内山宗俊　監督山中貞雄　※日活提携
- 馬追ひ人生 上州篇　監督池田富保
- 江戸囃男祭　監督辻吉郎　※日活提携
- 満州義軍 花大人　監督田中喜次　※J.O提携
- お茶づけ侍　監督萩原遼　※日活提携
- 弦月浮寝鳥　監督辻吉朗　※日活提携
- 鼠小僧唄祭　監督尾崎純　※日活提携
- 南紀州　撮影木村角山、音楽白木信義、編集永富映次郎　※短篇
- 仇討禁止令　監督益田晴夫　※日活提携
- 堀部安兵衛　監督益田晴夫

### 1937年
- あばれ獅子 後篇　監督石橋清一
- お嬢さん浪人　監督辻吉朗

## 関連事項
- 日活 - 日活京都撮影所 （池永浩久）
- 大沢商会 - J.O.スタヂオ、P.C.L映画製作所、東宝映画配給、写真化学研究所 - 東宝映画 （大沢善夫）